# Francesca Fitzgerald
Pour les articles homonymes, voir Fitzgerald.
Francesca "Franky" Fitzgerald, est un personnage fictif de la série britannique Skins interprété par Dakota Blue Richards. Elle apparaît pour la première fois dans la saison 5, ainsi que le reste de la troisième génération.
Elle est le personnage central de la troisième génération, après Tony Stonem dans la saison 1 et Effy Stonem dans la saison 2.

## Passé du personnage
Franky est originaire d'Oxford. En primaire, elle a accidentellement mis le feu au directeur de son école. Elle est aussi victime d'intimidation et a été persécutée par sa classe (des photos ont même été mise en ligne), elle et ses deux pères s'installent donc à Bristol pour un nouveau départ.

## Histoire du personnage

### Saison 5
Au début, Franky est d'abord présenté comme étant androgyne, solitaire, névrosée, à tendance asociale et ayant une étrange attirance pour les explosifs. Après une arrivée remarquée au lycée de Roundview, elle se retrouve confrontée à la populaire et égocentrique Mini qui l'humilie. Franky trouve cependant une grande complicité avec les deux parias du lycée, Alo et Rich ainsi qu'avec l'excentrique et éthérée Grace.
Au fil de cette saison, elle se découvre également une attirance pour le taciturne et cynique Matty avec lequel elle jouera au chat et à la souris jusqu'au dernier épisode. Franky établit peu à peu des relations extrêmement complexes avec l'ensemble des personnages, reprenant en quelque sorte le rôle d'ange gardien du groupe tenu par Cassie Ainsworth dans la première génération.

### Saison 6
La sixième saison nous montre une facette bien plus perturbée de la personnalité de Franky. En effet, la mort de Grace, dont elle est en partie responsable, la hantera tout au long de cette saison ce qui la mènera à entretenir une liaison malsaine avec un jeune dealer dominateur et violent, Luke.
Le traumatisme de son abandon durant son enfance refera également surface par le biais de la grossesse de Mini. Devenue source de convoitises et de fascination, Franky se verra forcée de choisir entre les deux frères Levan. En bref, on assiste ici à la descente aux enfers du personnage qui trouvera une lueur d'espoir là où elle s'y attendait le moins.
Dans le dernier épisode, elle retrouve sa sœur biologique et sa mère, interné en hôpital psychiatrique.

## Citations
- "Fuck you ! Fuck you all !!" (aux élèves du lycée) (épisode 5-01).
- "No, I'm nothing. I'm just a shit-magnet !" (épisode 5-01).
- "Trick or Treats !" (à son père après s'être maquillée) (épisode 5-01).
- "I'm not anything... I'm into... people." (épisode 5-07).
- "I use to put myself away, go somewhere in my head, where I felt less... weird." (épisode 5-08).
- "Hey there, Franky-badass !" (Grace, à Franky) (épisode 6-04).